# José Pascual Vila
José Pascual Vila (Mataró, Barcelona, 3 de enero de 1895 - Barcelona, 18 de septiembre de 1979) fue un químico y farmacéutico español. Miembro de la Real Academia de las Ciencias Exactas, Físicas y Naturales.

## Primeros años
Hijo de Pedro Pascual Tayeda y Gertrudis Vila Ribas. Estudió bachillerato en el colegio de los padres escolapios en su ciudad natal. En 1916 e graduó como Licenciado en Farmacia en la Universidad de Barcelona, con premio extraordinario. Un año después logró la Licenciatura en Química con premio extraordinario de nuevo. Obtuvo sobresaliente en su tesis doctoral en Química titulada "Sobre la tautomería del cloruro de becilmagnesio".

## Desempeño profesional
Fue doctor en Ciencias Químicas y en Farmacia, catedrático de Química Orgánica en las Facultades de Ciencias de Salamanca, Sevilla y Barcelona. Fue además Vocal del Consejo Superior de Investigaciones Científicas. Numerario de la Real Academia de Ciencias y Artes de Barcelona. 
Obtuvo la Gran Cruz de Alfonso X el Sabio, las Medallas de Oro de los Excelentísimos Ayuntamientos de Mataró y de Barcelona, y de la Excelentísima Diputación Provincial de Barcelona. 

## Obra
- Aportó avances:  - a la síntesis con β–ceto-ésteres  - a la síntesis de butenolidas, y reductodímeros de la pulegona.

- al estudio de la isomería cis–trans en cicloparafinas: 
- Línea o escuela de investigación en los problemas estructurales y estereoquímicos, dentro de la química de los compuestos alicíclicos,

- Pseudo esteres, Madrid, Gráficas Benzal, 1950;
- La Química en la Facultad de Ciencias de Barcelona, Universidad de Barcelona, Barcelona [Agustín Núñez], 1951;
- Nomenclatura química orgánica: reglas definitivas acordadas por la IUPAC sobre hidrocarburos, sistemas heterocíclicos fundamentales, esteroides, Real Sociedad Española de Física y Química, 1960;
- Configuración, mecanismos y conformación en Química orgánica, Real Academia de Ciencias Exactas, Físicas y Naturales, Barcelona- Madrid, 1963;
- El espacio en la Química orgánica: Real Academia de Ciencias Exactas, Físicas y Naturales, 1973;
- Un procedimiento de deshidroxilación parcial de los ácidos colálicos, tesis doctoral,
- Obra Científica del Profesor Dr. José Pascual Vila (1895-1979), comp. por J. Castells y F. Serratosa, Editorial Eunibar, 1982;
- “Obtención del dibenzoilmenato”, en Publicaciones de la Sociedad Española de Física y Química, t. XXVII, s. f., pág. 668.[4]

## Vida privada
Se casó con Montserrat de Sans Coret con quien tuvo 4 hijos (Pedro, Montserrat, Ángeles y Ramón).  Fue católico practicante.